# 데이비드 스타크
데이빗 C. 스탁(David C. Stark)은 컬럼비아대학교 사회학과 아더 레만 석좌교수이다. 그는 현재 컬럼비아 대학교 내의 조직혁신연구원의 원장에 재직 중이며, 산타페연구소의 외부자문교수로도 활동하고 있다. 그가 주창한 '혼계' 및 '재조합 특성'은 경제사회학, 사회연결망, 역사사회학, 조직혁신 연구에 있어서 주요 핵심개념으로 자리잡고 있으며, 최근 그의 저작인 '부조화의 의식'을 통해 여러 맥락에 걸쳐 이를 잘 드러내고 있다.

## 약력
스탁은 1972년 프린스턴 대학교에서 학부를 마친 뒤, 1982년 하버드 대학교에서 사회학박사학위를 받았다. 그는 2002년 구겐하임 펠로우에 선정되었으며, 사회경제학발전학회의 전임 학회장으로도 활동하였다. 그는 2006년 미국사회학연구에 발표된 "Social Times of Network Spaces" 논문을 통해서 2009년 미국사회학회가 선정하는 W. 리차드 스캇 최우수논문상을 수상하였다.